# Hundingo (rei saxão)
Hundingo (em latim: Hundingus) foi um rei lendário dos saxões da Jutlândia.

## Vida
Hundingo era filho de Sirico e governada na Jutlândia. Em data incerta, lutou contra Helgão na cidade de Stade (na atual Alemanha), onde desafiou-o para combate solo e foi derrotado. Por sua vitória, Helgão adotou o epíteto de Matador de Hundingo (Hundingsbane) e expulsou os saxões da Jutlândia.